# دائرة تورسي
دائرة تورسي هي دائرة إدارية فرنسية، في فرنسا، تقع في سين ومارن، بلغ عدد سكانها 427,209  نسمة وذلك حسب إحصائيات سنة 2015، عاصمتها تورسي، تبلغ مساحتها 302 كيلومتر مربع.

## الموقع
تشترك في الحدود مع:
- Arrondissement of Le Raincy [الإنجليزية]‏.

## التقسيمات الإدارية
- Canton of Claye-Souilly [الإنجليزية]‏
- Canton of Lagny-sur-Marne [الإنجليزية]‏
- Canton of Chelles [الإنجليزية]‏
- Canton of Roissy-en-Brie [الإنجليزية]‏
- Canton of Torcy [الإنجليزية]‏
- Canton of Vaires-sur-Marne [الإنجليزية]‏
- Canton of Champs-sur-Marne [الإنجليزية]‏
- Canton of Noisiel [الإنجليزية]‏
- Canton of Pontault-Combault [الإنجليزية]‏
- Canton of Thorigny-sur-Marne [الإنجليزية]‏
- Annet-sur-Marne [الإنجليزية]‏.